# Feast II: Sloppy Seconds
Feast 2 is het tweede deel in de Feast reeks en is geregisseerd door John Gulager. Het is een direct vervolg op Feast uit 2006. In de Verenigde Staten is Feast 2 direct op dvd uitgebracht en niet in bioscopen vertoond.

## Rolverdeling
| Acteur                | Personage   |
| --------------------- | ----------- |
| Jenny Wade            | Honey Pie   |
| Clu Gulager           | Bartender   |
| Hanna Putnam          | Secrets     |
| Tom Gulager           | Greg        |
| Carl Anthony Payne II | Slasher     |
| Chelsea Richards      | Tat Girl    |
| Diane Goldner         | Biker Queen |
| Martin Klebba         | Thunder     |
| Juan Longoria Garcia  | Lightning   |
| Melissa Reed          | Tit Girl    |
| Katie Supple Callais  | Biker Girl  |
| Judah Friedlander     | Beer Guy    |